# Socket 940
Socket 940 появился в 2003 году, имел 940 выводов и был предназначен для серверных процессоров AMD Opteron и десктопных Athlon 64 FX.
- поддерживает два 64-разрядных канала памяти DDR;
- поддерживает буферизованную память;
- три канала HyperTransport (один канал для северного моста; два других — для межпроцессорных связей) с пропускной способностью 800 Мб/с.

В 2003 году с ним были выпущены процессоры на ядрах SledgeHammer (Opteron) и ClawHammer (Athlon 64 FX).
В 2004 году Athlon 64 FX перешел на разъем Socket 939 для унификации платформы с настольными процессорами Athlon 64, серверные процессоры остались в том же состоянии.
В 2005 году была полностью сменена линейка ядер для серверных процессоров Opteron: вместо ядра SledgeHammer появилось целых 3 ядра семейства: Athens, Troy и Venus. Последнее из ядер, самое младшее в линейке, почти сразу же также было переведено на Socket 939. Остальные же 2 ядра держались до середины 2006 года, используя Socket 940.
Но с приходом очередного обновления ядер процессоров линейки Opteron в середине 2006 года на Santa Rosa и Santa Ana взамен Athens и Troy были сменены и процессорные сокеты на Socket F (LGA 1207).